# 二道洼水库
二道洼水库是中国内蒙古自治区呼和浩特市土默特左旗境内的一座水库，位于什拉乌素前河上，建于1981年。水库正常库容为414万立方米，集雨面积为225平方千米。